# Moyo (district)
Pour les articles homonymes, voir Moyo.
Le district de Moyo est un district du nord de l'Ouganda. Sa capitale est Moyo.
Il est bordé au nord et à l'est par la frontière du Soudan du Sud, au sud par le district d'Adjumani, et à l'ouest par le district de Yumbe. La ville de Moyo est située à environ 455 kilomètres par la route au nord-ouest de Kampala, la plus grande ville d'Ouganda.